# Sarcophaga fedtshenkoi
Sarcophaga fedtshenkoi är en tvåvingeart som först beskrevs av Boris Borisovitsch Rohdendorf 1937.  Sarcophaga fedtshenkoi ingår i släktet Sarcophaga och familjen köttflugor.
Artens utbredningsområde är Turkmenistan. Inga underarter finns listade i Catalogue of Life.